# یوسف گزوم
یوسف گزوم (به انگلیسی: Youssef Guezoum) (زاده ۳۱ ژوئیه ۱۹۷۵) آهنگساز، رهبر ارکستر و طراح صدا اهل لس آنجلس است.

## اوایل زندگی
گوزوم در مراکش در سال ۱۹۷۵ به دنیا آمد. پس از پایان دبیرستان، به کانادا نقل مکان کرد و در مدرسه فیلم ونکوور در رشته مهندسی صدا تحصیل کرد. در سال ۱۹۹۶ به بروکسل نقل مکان کرد و در آنجا به مدت چهار سال موسیقی کلاسیک خواند و مدرک آکادمیک خود را از آکادمیک موسیقی بروکسل دریافت کرد. او در سال ۲۰۱۳ به لس آنجلس نقل مکان کرد.

## حرفه
گوزوم نواختن گیتار را از سن ۱۰ سالگی آغاز کرد. او مدرک کارشناسی ارشد خود را نزد آهنگساز مشهور آمریکایی، هامی مان، ادامه داد. او برای موسیقی‌اش که از عناصر موسیقی خاورمیانه، موسیقی گناوا و موسیقی محلی نشأت می‌گیرد، شناخته شده‌است.
آهنگ‌های او شامل موسیقی‌های Power Rangers, Saban Entertainment و فیلم راه عقاب به کارگردانی ژان کلود ون دام است. بسیاری از موسیقی متن‌های کتابخانه موسیقی او در فیلم، تلویزیون، بازی و تریلر توسط استودیوهای بزرگ در هالیوود استفاده شد.